# Daniela Braga (empreendedora)
Daniela Braga (Porto, 1979) é uma empreendedora e letróloga portuguesa, atua no campo da linguística e radicada nos Estados Unidos. É a fundadora e CEO da DefinedCrowd, actualmente conhecida por Defined.ai, uma startup na área do Reconhecimento de voz, texto e imagem, considerada uma das "100 empresas mais promissoras na área de inteligência artificial do mundo", com sede em Seattle.
Em 2021, foi escolhida pelo presidente dos Estados Unidos, Joe Biden para integrar uma task force para a estratégia sobre inteligência artificial.

## Biografia
Nasceu no Porto em 1979, tendo licenciado-se em Línguas e Literatura na Faculdade de Letras da Universidade do Porto. Após a licenciatura, foi bolseira da Faculdade de Engenharia da Universidade do Porto, onde fez parte de um projecto para desenvolvimento de um sistema de síntese de voz para cegos. Fez mestrado em Linguística Aplicada e o doutoramento em Tecnologia do Discurso pela Universidade do Minho e o doutoramento pela Universidade da Corunha, em parceria com a Universidade do Minho e Universidade Federal do Rio de Janeiro.
Começou a trabalhar para a Microsoft, mudando-se eventualmente para Seattle, nos Estados Unidos, cidade onde está sediada a empresa. Em 2013, deixa a Microsoft "desencantada com a falta de ambição e direção na inteligência artificial". Torna-se então directora de data science na Voice Box. Em 2015, funda a sua própria empresa, a DefinedCrowd, com um financiamento inicial de 200 mil dólares. A empresa foi primeiro incubada na UPTEC, da Universidade do Porto.

## Prémios e Reconhecimentos
- 2019 - Prémio João Vasconcelos[2]
- 2019 - Prémios ACTIVA Mulheres Inspiradoras, na categoria Negócios;[7]
- 2021 - Apolitical nomeou-a como sendo uma das 50 pessoas do mundo mais influentes na disrupção, na categoria de “Entrepreneurs and Experimenters” (“Agile 50”);[8]
- 2023 - A Revista Forbes colocou-a no TOP 10 das  Mulheres Líderes, na área da Inteligência Artificial (IA), a nível mundial, no mesmo ano, a mesma revista colocou-a em 24 lugar na sua lista das 50 Mulheres Mais Poderosas nos Negócios.  [9][10][11]